# Abbas Babai
Abbas Babai, né le 5 décembre 1950 à Qazvin, en Iran, et mort le 6 août 1987 dans la province du Khouzistan, est un pilote iranien, qui fut le major-général de la Force aérienne de la République islamique d'Iran. Il a été tué pendant la guerre Iran-Irak.

## Biographie

### Éducation
Abbas Babai est né en 1950, dans une famille religieuse de la classe moyenne à Qazvin, en Iran. Après avoir obtenu son diplôme en 1969, il a déménagé aux États-Unis pour devenir pilote de chasse. Au cours de ses études aux États-Unis, il a été choisi comme capitaine de l'équipe volley-ball de la base aérienne.

### Retour en Iran
Après son retour en Iran, Abbas Babai est devenu pilote de Northrop F-5 Freedom Fighter et McDonnell Douglas F-4 Phantom II de l'Armée de l'Air impériale iranienne. En 1975, il est devenu le pilote de Grumman F-14 Tomcat à la base aérienne militaire à Ispahan. En Iran, il a épousé sa cousine Malihe et a déménagé à Dezfoul, dans la province du Khouzistan.

### Pendant la guerre Iran-Irak
Après la révolution islamique, en 1981, il devient le commandant de la base aérienne militaire d'Ispahan.

### Décès
Le général Abbas Babaei a été tué par les forces de défense aérienne iranienne, le 6 août 1987, par erreur alors qu'il volait au-dessus de Sardasht (Khouzistan) (en) lors d'une opération aérienne.